# Laboratório de educação matemática
O Laboratório de Educação Matemática (LEM), presente em universidades e escolas, reúne materiais didáticos variados para contribuir com as aprendizagens matemáticas. Nele, segundo Silva (2014), os futuros professores e docentes em exercício podem vivenciar e repensar o ensino, visando uma aprendizagem em que os alunos compreendam os conceitos e desenvolvam o pensamento matemático.  
Na formação de professores, partindo do que sinaliza Silva (2020a), esses espaços facilitam a percepção da indissociabilidade entre a teoria e a prática, promovem a inserção dos futuros professores em ambientes escolares, desde o início do curso, estimulam o contato e a construção de relações com os docentes em exercício, promovem reflexões sobre diversas realidades escolares e repercute para o desenvolvimento profissional docente. É importante, como destaca Silva (2020b), que o laboratório de educação matemática seja pensado articuladamente com a escola da Educação Básica, local de atuação profissional do professor que leciona Matemática.  Em laboratórios como o LEM, os estudantes de licenciatura experienciam a interconexão entre ensino, pesquisa e extensão, contribuindo para sua formação e desenvolvimento profissional ( Silva, 2023; Silva et al., 2023, Silva, Silva & Ribas, 2024).  
Quanto aos reflexos do laboratório de educação matemática  para o ensino básico, destaca-se a capacidade de proporcionar situações e momentos significativos de aprendizagem matemática, assumindo a responsabilidade de conceber, desenvolver e avaliar estratégias e metodologias inovadoras. Essas práticas são reconhecidas como facilitadoras da construção de uma nova cultura matemática (Cabrita, 2004)

Referências: 
Cabrita, I. (2004). A abertura do LEM@tic à comunidade e o desenvolvimento profissional dos (futuros) educadores da infância. Revista da Escola Superior de Educação, 5, 75–90. Disponível em https://ria.ua.pt/handle/10773/9443
Silva, A. J. N. (2014). A ludicidade no laboratório: considerações sobre a formação do futuro professor de matemática. Curitiba: Editora CRV.
Silva, A. J. N. (2020a). O Laboratório de Educação Matemática e a Formação Inicial de Professores de Matemática. Revista Internacional Educon, 1(1), e20011001. https://doi.org/10.47764/e20011001
Silva, A. J. N. (2020b). Laboratório de Estudos e Pesquisas em Educação Matemática do campus VII da UNEB: espaço de formação e desenvolvimento do conhecimento lúdico e pedagógico do conteúdo. In A. R. L. Vieira & A. J. N. Silva (Eds.), O futuro professor de Matemática: vivências que intercruzam a formação inicial. Ponta Grossa: Editora Fi.
Silva, A. J. N. (2023). A extensão universitária como eixo articulador na formação de professores: ampliando o olhar acerca das práticas de um laboratório de educação matemática. In Ciências Humanas: Atualização de Área (pp. 01–05). São Paulo-SP: Núcleo do Conhecimento.
Silva, A. J. N., Santos, A. S. da S., Miranda, C. dos A., & Souza, P. S. S. (2023). O Laboratório de Estudos e Pesquisas em Educação Matemática da UNEB e o constituir-se professor pesquisador: itinerários e narrativas de formação. Com a Palavra, o Professor, 8(20), 246–267. Disponível em http://revista.geem.mat.br/index.php/CPP/article/view/874
Silva, A. J. N., Silva, R. L., & Ribas, R. F. R. (2024). O laboratório de educação em matemática e a formação e prática docente: o que revelam futuros professores? Revista Científica Multidisciplinar Núcleo do Conhecimento, 9(1), 70–106. Disponível em https://www.nucleodoconhecimento.com.br/educacao/laboratorio-de-educacao